# Chiesa di San Bartolomeo Apostolo (Alpago)
La chiesa arcipretale di San Bartolomeo Apostolo è la parrocchiale di Puos d'Alpago, frazione del comune sparso di Alpago, in provincia di Belluno e diocesi di Belluno-Feltre; fa parte della convergenza foraniale di Longarone-Zoldo-Alpago-Ponte nelle Alpi.

## Storia
Da alcuni documenti oggi conservati a Belluno si apprende che a Puos d'Alpago esisteva già nel XV secolo una chiesetta, che godeva di un beneficio, grazie al quale poteva disporre dei fondi necessari per migliorare le condizioni dell'edificio.
Nel 1609 la chiesetta fu ricostruita con dimensioni maggiori per poter soddisfare le esigenze della popolazione; tale edificio era caratterizzato da soffitto a capriate e da pavimentazione in lastre di pietra.

Nella relazione della visita pastorale del 1701 si legge che tale chiesa aveva dimensioni ampie, che disponeva di tre altari, di due porte d'ingresso e della sagrestia caratterizzata da volta a botte.
Nel 1754 si pensò di riedificare la chiesa in un luogo più sicuro, dal momento che era sempre esposto al pericolo di esondazioni di corsi d'acqua; a causa della mancanza di fondi per portare sul piano pratico la proposta la vicenda si concluse con un nulla di fatto.

Il 18 settembre 1817 una prorompente inondazione rovinò la chiesa e allora si rese necessario il suo rifacimento; l'attuale parrocchiale venne costruita tra il 1825 e il 1840.
La struttura fu danneggiata nel 1873 da una scossa di terremoto, mentre il campanile crollò; nel 1936 l'edificio subì da un nuovo sisma ulteriori danni, che furono sanati nel 1938.
Il 6 luglio 1951 il vescovo Gioacchino Muccin emanò un decreto che conferì alla chiesa il titolo arcipretale.

## Descrizione
Opere di pregio conservate all'interno della chiesa sono la pala ritraente la Beata Vergine Maria col Bambino assieme ai santi Bartolomeo apostolo e Nicolò vescovo, eseguita nel 1618 da Francesco Frigimelica il Vecchio, e le due tele raffiguranti la Beata Vergine ed il Bambino tra i santi Domenico e Francesco e Sant'Antonio di Padova, quest'ultima del 1890, entrambe dipinte dal bellunese Francesco Bettio.